# Christoph 61
Christoph 61 ist der Funkrufname eines Rettungshubschraubers des ADAC, der für die Luftrettung in der Region um Leipzig und Halle (Saale) eingesetzt wird.

## Station, Einsatz und Besetzung
Der Hubschrauber ist im Luftrettungszentrum Dölzig in Schkeuditz-Dölzig stationiert. Er ist täglich von 7 Uhr bis Sonnenuntergang in Einsatzbereitschaft. Er wird von der Integrierten Regionalleitstelle der Feuerwehr Leipzig zu Rettungseinsätzen mit Notarztindikation alarmiert, wenn ein Notarzteinsatzfahrzeug (NEF) nicht rechtzeitig zur Verfügung steht oder die Art der Verletzung den Transport eines Patienten mittels Hubschrauber erforderlich macht.
Bei seinen Einsätzen ist Christoph 61 mit einem Piloten der ADAC Luftrettung, einem Notarzt aus dem BG Klinikum Bergmannstrost Halle oder dem Klinikum St. Georg Leipzig und einem Notfallsanitäter der ADAC Luftrettung besetzt. Die Notfallsanitäter gehören zur Hubschrauberbesatzung (HEMS Technical Crew Member) und unterstützen den Piloten im Bereich der Kommunikation und Navigation, während der Notarzt juristisch gesehen ein Passagier ist.

## Geschichte
Christoph 61 wurde als erster Rettungshubschrauber der neuen Bundesländer offiziell am 2. April 1990 in Dienst gestellt. Betreiber war die bis zum 31. Oktober 2005 die Internationale Flugambulanz, welche durch die ADAC Luftrettung abgelöst wurde.
Im Frühjahr 1990 war der Rettungshubschrauber zunächst im NVA-Lazarett (später Bundeswehr-Lazarett) Leipzig-Wiederitzsch stationiert, ab Juni 1991, gemeinsam mit Christoph Leipzig (heute: Christoph 63), am Flughafen Leipzig/Halle. Am 12. Dezember 2007 wurde der neue Standort in Gewerbegebiet Dölzig eingeweiht, seitdem sind die beiden Rettungshubschrauber dort stationiert.

## Einsatzstatistik
| Jahr     | 1990 | 1991 | 1992 | 1993 | 1994 | 1995 | 1996 | 1997 | 1998 | 1999 | 2000 | 2001 | 2002 | 2003 | 2004 | 2005 |
| Einsätze | 511  | 640  | 813  | 835  | 894  | 1228 | 1078 | 1194 | 1290 | 1789 | 1956 | 2022 | 1799 | 1518 | 1501 | 1500 |

| Jahr     | 2006 | 2007 | 2008 | 2009 | 2010 | 2011 | 2012 | 2013 | 2014 | 2015 | 2016 | 2017 | 2018 | 2019 | 2020 | 2021 |
| Einsätze | 1274 | 1472 | 1647 | 1641 | 1318 | 1180 | 1202 | 1249 | 1288 | 1291 | 1144 | 1395 | 1299 | 1341 | 1349 | 1483 |

## Sonstiges
Der Name Christoph geht auf den heiligen Christophorus zurück, den Schutzpatron der Autofahrer. Nach ihm tragen alle deutschen Rettungshubschrauber den BOS-Funk-Rufnamen Christoph, gefolgt von einer Nummer bei Rettungshubschraubern und einer Bezeichnung zum Standort bei Intensivtransporthubschraubern.